# آندره بکر
آندره بکر (انگلیسی: André Becker؛ زادهٔ ۲۶ ژوئیهٔ ۱۹۹۶) بازیکن فوتبال اهل آلمان است.